# Klever Andrade
Klever Andrade (Pedernales, Ecuador, 30 de diciembre de 1983). Es un futbolista ecuatoriano. Juega de Mediocampista y su equipo actual es el Ciudad de Pedernales de la Segunda Categoría de Ecuador.

## Clubes
| Club                 | País    | Año       |
| -------------------- | ------- | --------- |
| Ciudad de Pedernales | Ecuador | 2002      |
| Aucas                | Ecuador | 2003-2004 |
| Ciudad de Pedernales | Ecuador | 2005-2007 |
| Manta Fútbol Club    | Ecuador | 2008-2013 |
| Delfín SC            | Ecuador | 2014      |
| Olmedo               | Ecuador | 2015      |
| Ciudad de Pedernales | Ecuador | 2006-     |

## Palmarés

### Campeonatos nacionales
| Título             | Club     | País    | Año  |
| ------------------ | -------- | ------- | ---- |
| Serie B de Ecuador | Manta FC | Ecuador | 2008 |